# Pseudophilotes baton
Pseudophilotes baton là một loài bướm ngày thuộc họ Lycaenidae. Nó được tìm thấy ở miền trung và Southern châu Âu.
Sải cánh dài 10–11 mm. Chúng bay từ tháng 4 đến tháng 9.
Ấu trùng ăn Thyme, Clinopodium acinos, Lavender và Mentha.

## Hình ảnh

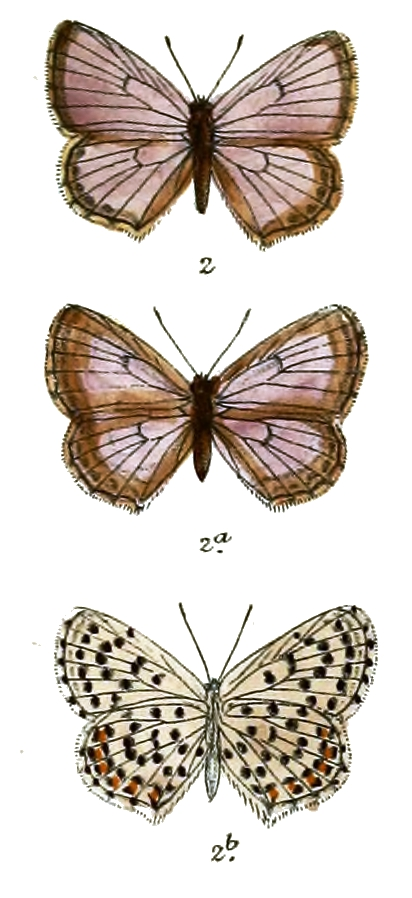

- Tập tin:Azuré du thym ou de la sarriette (femelle).jpg